# John Ringo

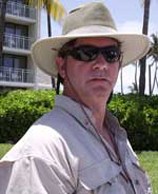
John Ringo

John Ringo (22 maart 1963) is een Amerikaanse schrijver van sciencefiction en militaire fictie. Hij heeft diverse bestsellers geschreven. Zijn boeken variëren van pure sciencefiction tot militaire/politieke thrillers. Er zijn al meer dan twee miljoen exemplaren van zijn boeken verkocht en hij is vertaald in zeven verschillende talen.

## Biografie
Na een carrière in het leger studeerde hij mariene biologie en werkte hij als databasemanager. In 1999 schreef hij de sciencefictionroman A Hymn Before Battle. Hij stuurde hem naar Baen Books. Hij werd aanvankelijk afgewezen, maar na een discussie met Jim Baen, de uitgever, op het forum van Baen Books, keek Baen persoonlijk naar het boek en accepteerde het alsnog.
Door het succes van zijn boeken kon Ringo zijn baan opzeggen en fulltime schrijver worden. Hij heeft sindsdien al tientallen romans geschreven, waarvan diverse samen met andere schrijvers (zoals David Weber, Michael Z. Williamson, Julie Cochrane, Linda Evans, Travis Taylor en Tom Kratman). Ook heeft hij columns geschreven voor de New York Post en is commentator geweest voor Fox News en National Geographic.
- Gemeinsame Normdatei: 128589213
- International Standard Name Identifier: 0000 0000 7148 8155
- Library of Congress Control Number: n00038850
- Bibliotheek van het Japanse parlement: 01206711
- Nationale Bibliotheek van Tsjechië: xx0038736
- Virtual International Authority File: 69985123
- WorldCat: E39PBJxMjXVcHYDVhwDqXM3PcP